# (3366) Gödel
(3366) Gödel, international auch (3366) Godel, ist ein Asteroid des äußeren Hauptgürtels, der am 22. September 1985 vom Schweizer Astronomen Thomas Schildknecht vom Observatorium Zimmerwald der Universität Bern aus entdeckt wurde.
Der Planetoid wurde zu Ehren des österreichisch-amerikanischen Mathematikers Kurt Gödel (1906–1978) benannt, dessen Ideen Thomas Schildknecht durch viele Beobachtungsnächte begleiteten.
Er gehört zur nach (221) Eos benannten Eos-Asteroidenfamilie. Diese ist eine der ersten drei durch den japanischen Astronomen Kiyotsugu Hirayama 1918 beschriebenen Asteroidengruppe, die mit rund 4400 Planetoiden zu den größten zählt. Diese Asteroidengruppe hat typischerweise große Halbachsen von 2,95 bis 3,1 AE, Bahnneigungen zwischen 8° und 12° und ist nach innen begrenzt von der Kirkwoodlücke der 7:3-Resonanz mit Jupiter. Es wird vermutet, dass die Familie vor etwa 1,1 Milliarden Jahren durch eine Kollision entstanden ist.